# بابک (شمشیردار)
بابک (پارسی میانه: Papak/Pabag) یکی از نجیب‌زادگان ساسانی در سده سوم میلادی در زمان حکومت شاپور یکم و شمشیردار ارتش ساسانی بود.

## زندگی

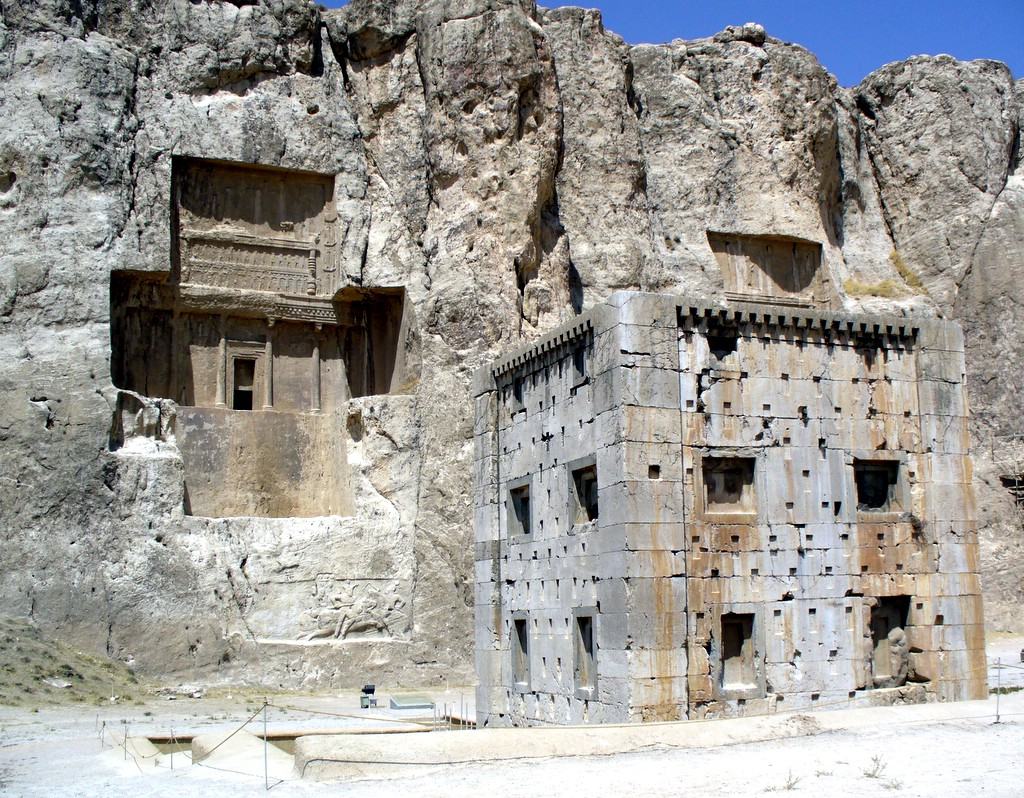
کعبه زرتشت، جایی که سنگ‌نوشته شاپور یکم حک شده‌است

از او در سنگ‌نوشته شاپور یکم بر کعبه زرتشت به عنوان شمشیردار یاد شده‌است. او در این سنگ‌نوشته در میان ۶۷ نجیب‌زاده در رتبهٔ سی‌وششم قرار دارد. اطلاعات دیگری از زندگی او در دست نیست.